# Antónia de Portugal (1845-1913)
Pour les articles homonymes, voir Antonia et Antonia de Portugal.
Titre
Princesse Consort de Hohenzollern
2 juin 1885 – 8 juin 1905
(20 ans et 6 jours)
Antónia de Portugal ou Antónia de Bragance (en portugais Antónia Maria Fernanda Micaela Gabriela Rafaela Francisca de Assis Ana Gonzaga Silvina Júlia Augusta de Saxe-Coburgo-Gotha e Bragança), infante de Portugal, princesse de Saxe-Cobourg-Gotha, duchesse de Saxe est la fille de la reine Marie II de Portugal et de son époux le roi jure uxoris Ferdinand II. Elle est née le 17 février 1845 à Lisbonne et morte le 27 décembre 1913 à Sigmaringen. En qualité d'épouse (depuis 1861) de Léopold de Hohenzollern-Sigmaringen, elle est, de 1885 à 1905, princesse-consort de Hohenzollern. 

## Biographie

### Entourage familial
Antónia de Portugal naît au sein d'une fratrie de onze enfants, dont quatre meurent le jour de leur naissance. Sa seule sœur survivante est Marie-Anne de deux ans son aînée. Elle a également cinq frères : Pierre (lequel deviendra roi de Portugal en 1853 avant de mourir en 1861), Louis qui lui succède comme roi en 1861, Jean et Ferdinand lesquels meurent à l'adolescence en 1861, la même année que leur frère aîné et Auguste (1847-1889).

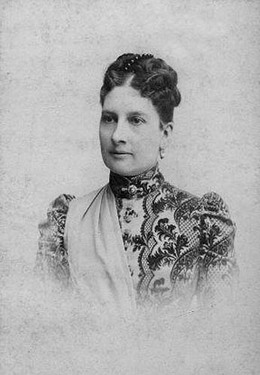
Antónia de Portugal en 1887 - Atelier Fillon à Lisbonne.

### Mariage et postérité
Antónia de Portugal épouse à Lisbonne le 12 septembre 1861 le prince Léopold de Hohenzollern-Sigmaringen (1835-1905). Ils ont trois fils :
- Guillaume de Hohenzollern-Sigmaringen (né le 7 mars 1864 au château de Benrath et mort le 22 octobre 1927 au château de Sigmaringen), Prince titulaire (Fürst) de Hohenzollern, il se marie deux fois : en 1889 avec la princesse Marie-Thérèse de Bourbon-Siciles qui lui donne trois enfants et en 1915 avec la princesse Adelgonde de Bavière.
- Ferdinand Ier de Roumanie (né le 24 août 1865 à Sigmaringen et mort le 20 juillet 1927 à Sinaia), qui succède au trône roumain à son oncle Carol Ier en 1914.
- Charles Antoine de Hohenzollern-Sigmaringen (né le 1er septembre 1868 à Sigmaringen et mort le 21 février 1919 au château de Namedy), époux en 1894 de la princesse Joséphine de Belgique qui lui donne quatre enfants.

Antónia de Portugal est l'arrière-grand-mère du roi de Roumanie Michel Ier.

## Titulature
- 17 février 1845 - 12 septembre 1861 : Son Altesse Royale l'infante Antónia de Portugal, princesse de Saxe-Cobourg et Gotha, duchesse en Saxe.
- 12 septembre 1861 - 3 septembre 1869 : Son Altesse Royale la Princesse héritière de Hohenzollern-Sigmaringen.
- 3 septembre 1869 - 2 juin 1885 : Son Altesse Royale la Princesse héritière de Hohenzollern.
- 2 juin 1885 - 8 juin 1905 : Son Altesse Royale la Princesse de Hohenzollern.
- 8 juin 1905 - 27 décembre 1913 : Son Altesse Royale la Princesse douairière de Hohenzollern.

## Décorations
- Dame de 1re classe de l'ordre de Louise (Empire allemand).
- Dame noble de l'ordre de la Croix étoilée, Autriche-Hongrie.
- 497e Dame noble de l'ordre de la Reine Marie-Louise d'Espagne (23 octobre 1855).
- Dame noble de l'ordre royal de Sainte-Isabelle de Portugal.
- Grand-croix de l'ordre de l'Immaculée Conception de Vila Viçosa (Portugal).
- Grand-croix de l'ordre de la Maison ernestine de Saxe.